# SCG3
SCG3‏ (Secretogranin III) هوَ بروتين يُشَفر بواسطة جين SCG3 في الإنسان.